# Boris Pioline
Boris Pioline (* 4. Juli 1972 in Saint-Martin-de-Fontenay, Département Calvados) ist ein französischer theoretischer Physiker, der sich mit Stringtheorie, Schwarzen Löchern, Supergravitation und Hochenergiephysik sowie mit damit verbundenen mathematischen Fragen befasst.

## Laufbahn
Pioline ging in Caen zur Schule und studierte ab 1992 an der École normale supérieure von Paris (ENS). 1994 erwarb er sein Lizenziat und den Magister in Physik an der Universität Paris VI (Pierre und Marie Curie) und sein Diplom in theoretischer Physik 1995 bei Édouard Brézin. 1994 war er auch an der Stanford University in Kalifornien bei Steven Chu in der Gruppe atomare Interferometrie. Ab 1995 war er an der École polytechnique, wo er 1998 bei Ignatios Antoniadis promoviert wurde (Nichtstörungstheoretische Aspekte der Stringtheorie). 1996/97 war er in der Theorieabteilung am CERN und danach erneut an der École polytechnique. Ab 1999 war er beim Centre national de la recherche scientifique (CNRS). Als Post-Doktorand war er 1999 bis 2001 an der Harvard University in der Gruppe von Juan Maldacena, Andrew Strominger und Cumrun Vafa. 2003 habilitierte er sich. Er ist Forschungsdirektor des CNRS am Laboratoire de Physique Théorique et Hautes Energies (LPTHE) der Universität Paris VI und des CNRS. 2011 bis 2017 war er am CERN.

## Schriften
- mit Niels A. Obers U Duality and M Theory, Physics Reports, Band 318, 1999, S. 113–225, Arxiv
- Lectures on black holes, topological strings and quantum attractors, Classical and Quantum Gravity, Band 23, 2006, S. 981, Arxiv
- mit Waldron Automorphic forms, a physicists survey, in Pierre Cartier, Bernard Julia, P. Moussa, P. Vanhove (Herausgeber) Frontiers in Number Theory, Physics and Geometry II, Springer Verlag 2006, Arxiv